# Baybayin
Baybayin (Klassieke spelling: ᜊᜊᜌᜒ, Virama-krus-kudlit: ᜊᜌ᜔ᜊᜌᜒᜈ᜔, Virama-pamudpod: ᜊᜌ᜴ᜊᜌᜒᜈ᜴), ook bekend als Alibata, is een oud schrift dat werd gebruikt op de Filipijnen. Het is een abugida dat behoort tot de familie van de Brahmische schriften. Het werd veel gebruikt op Luzon en andere delen van de Filipijnen in de 16e en 17e eeuw voordat het werd verdrongen door het Latijns alfabet. De letters staan in het Basic Multilingual Plane (BMP) van Unicode en werden voor het eerst voorgesteld om te worden gecodeerd in 1998 door Michael Everson, samen met drie andere bekende inheemse schriften van de Filipijnen.
De archieven van de University of Santo Tomas in Manilla, een van de grootste archieven in de Filipijnen, beschikken momenteel over 's werelds grootste verzameling oude geschriften in Baybayin-schrift. De kamers waarin de geschriften zijn ondergebracht, maken deel uit van een voorlopige nominatie op de UNESCO-werelderfgoedlijst die nog wordt overwogen, samen met de gehele campus van de universiteit.
In 2018 keurde het Filipijns Huis van Afgevaardigden een wetsvoorstel goed dat Baybayin zou uitroepen tot het nationale schrift van het land. House Bill 1022 oftewel de voorgestelde "National Writing System Act" is geschreven door vertegenwoordiger Leopoldo Bataoil. Het doel van deze maatregel is het uitroepen van Baybayin tot het nationale schrift van de Filipijnen, waardoor meer bewustzijn zou worden gecreëerd over de benarde toestand van Baybayin en er meer waardering zou komen voor het belang en de schoonheid van het schrift.

## Terminologie
De term "baybayín" betekent "schrijven" of "spellen" in het Tagalog. Het Spaans-Tagalog-woordenboek van San Buenaventura gepubliceerd in 1613, vertaalde "ABC's" (dwz het alfabet) als "baibayin, wat spellen betekent".
Baybayin wordt af en toe Alibata genoemd, een neologisme bedacht door Paul Rodríguez Verzosa in 1914, volgens de eerste drie letters van het Arabische schrift (ʾalif, bāʾ, tāʾ), vermoedelijk onder de onjuiste veronderstelling dat Baybayin is afgeleid van het Arabisch alfabet.
Vandaag de dag wordt Baybayin Badlit of Kudlit-kabadlit genoemd door de Visayanen, Kurditan of Kur-itan door de Ilocanos en Basahan door de Bicolanos.

## Oorsprong
De oorsprong van Baybayin wordt betwist en er bestaan meerdere theorieën, omdat er nog geen definitief bewijs is gevonden.

### De Indiase culturele invloedssfeer

Indiaas cultureel bereik.

Historisch gezien stond Zuidoost-Azië onder de invloed van het oude India, waar talloze geïndianiseerde vorstendommen en rijken eeuwenlang floreerden in Thailand, Indonesië, Maleisië, Singapore, de Filipijnen, Cambodja en Vietnam. De invloed van de Indiase cultuur op deze gebieden kreeg de term Indianisatie. De Franse archeoloog, George Coedes, definieerde het als de uitbreiding van een georganiseerde cultuur van Indiase oorsprong van vorsten's, hindoeïsme en boeddhisme en de Sanskriet-taal. Dit is te zien in de indianisatie van Zuidoost-Azië, het Hindoeïsme in Zuidoost-Azië en de verspreiding van het Boeddhisme in Zuidoost-Azië. Indiase Hindoe-kolonisten speelden een sleutelrol als vaklieden, handelaren, priesters en krijgers. Inscripties hebben bewezen dat de vroegste Indiase kolonisten die zich in Champa en de Maleisische archipel vestigden, vanuit de Pallavadynastie kwamen, omdat ze hun Pallavaschrift met zich meenamen. De vroegste inscripties op Java komen exact overeen met het Pallavaschrift. In de eerste fase van de adoptie van Indiase schriften werd er lokaal in Indiase talen geschreven. In de tweede fase werden de schriften gebruikt om in de lokale Zuidoost-Aziatische talen te schrijven. In de derde fase werden lokale varianten van de schriften ontwikkeld. Tegen de 8e eeuw waren de schriften uit elkaar gegroeid en van elkaar afgescheiden in regionale schriften.
Isaac Taylor wilde aantonen dat Baybayin ergens voor de 8e eeuw vanaf de kust van Bengalen op de Filipijnen werd geïntroduceerd. In een poging een dergelijke relatie aan te tonen, presenteerde Taylor voorbeelden van Kistna- en Assamese letters zoals g, k, ng, t, m, h en u, die op dezelfde letters in Baybayin lijken. Fletcher Gardner betoogde dat de Filipijnse schriften "zeer grote overeenkomsten" vertonen met het Brahmischrift, dat ondersteund werd door TH Pardo de Tavera. Volgens Christopher Miller lijkt het bewijs overtuigend dat Baybayin uiteindelijk van Gujarati-oorsprong is, maar Filipijnse en Gujarati-talen beschikken over eindmedeklinkers, dus het is onwaarschijnlijk dat het schrijven hiervan zou zijn geschrapt als Baybayin rechtstreeks op het Gujarati-schrift was gebaseerd.

### Zuid-Sulawesi-schriften
David Diringer, die de opvatting aanvaardde dat de schriften van de Maleisische archipel hun oorsprong hebben in India, schreef dat de Zuid-Sulawesi-schriften zijn afgeleid van het Kawischrift, waarschijnlijk via het Batak-schrift van Sumatra. De Filipijnse schriften zijn volgens Diringer mogelijk via het Buginese schrift op Sulawesi naar de Filipijnen gebracht. Volgens Scott was Baybayins directe voorouder zeer waarschijnlijk een Zuid-Sulawesi-schrift, waarschijnlijk Oud Makassar-schrift of een nauw verwante voorouder. Dit is verklaarbaar door het ontbreken van eindmedeklinkers in Baybayin. Zuid-Sulawesi-talen hebben een beperkt inventaris van eindmedeklinkers en vertegenwoordigen deze niet in de Bugis- en Makassarschriften. De meest waarschijnlijke verklaring voor het ontbreken van eindmedeklinkers in Baybayin is daarom dat diens directe voorouder een Zuid-Sulawesisch schrift was. Sulawesi ligt direct ten zuiden van de Filipijnen en er is bewijs van handelsroutes tussen de twee. Baybayin moet daarom in de vijftiende eeuw na Christus op de Filipijnen zijn ontwikkeld, aangezien het Bugis-Makassar-schrift niet eerder dan 1400 n.Chr. op Zuid-Sulawesi was ontwikkeld.

### Kawischrift

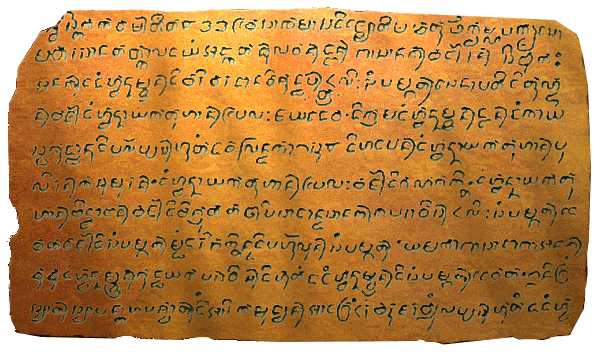
De koperplaatinscriptie van Laguna.

Het Kawischrift is ontstaan op Java en stamt af van het Pallavaschrift en werd in een groot deel van maritiem Zuidoost-Azië gebruikt. De koperplaatinscriptie van Laguna is het vroegst bekende schriftelijke document dat op de Filipijnen is gevonden. Het is een juridisch document met de datum van het Saka-tijdperk 822, wat overeenkomt met 21 april 900 na Christus. Het is geschreven in het Kawischrift in een variant van het Oud-Maleis met talloze leenwoorden uit het Sanskriet en een paar niet-Maleisische woordenschatelementen waarvan de oorsprong dubbelzinnig is tussen het Oud-Javaans en het Oud-Tagalog. Een tweede voorbeeld van het Kawischrift is te zien op de Butuan ivoren zegel, gevonden in de jaren 70 en gedateerd tussen de 9e en de 12e eeuw. Het is een oud zegel van ivoor die werd gevonden op een archeologische vindplaats in Butuan. De zegel is uitgeroepen tot nationale culturele schat. De zegel is voorzien van het woord "Butwan" in gestileerd Kawischrift. De ivoren zegel is nu ondergebracht in het Nationaal Museum van de Filipijnen. Eén hypothese redeneert daarom dat, aangezien Kawischrift het eerst aangetoonde schrift op de Filipijnen is, Baybayin mogelijk van Kawi afstamt.

### Cham-schrift

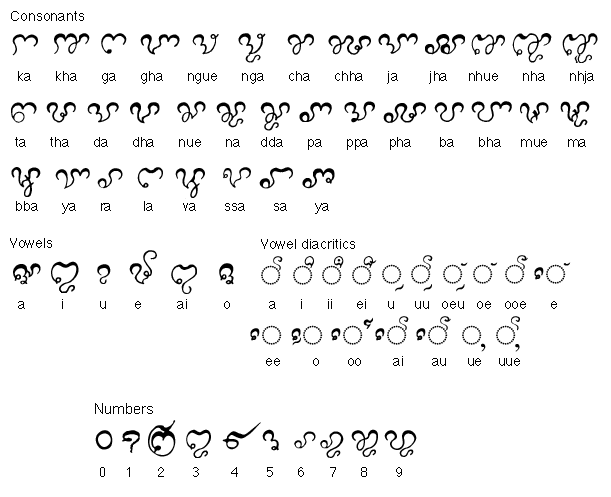
Het oostelijke Cham-schrift.

Baybayin zou via maritieme verbindingen met het Champa-koninkrijk op de Filipijnen geïntroduceerd kunnen zijn. Volgens Geoff Wade hebben de Baybayin-letters "ga", "nga", "pa", "ma", "ya" en "sa" kenmerken die het best verklaard kunnen worden door ze te verbinden aan het Cham-schrift, in plaats van andere Indische abugidas. Baybayin lijkt meer verwant te zijn aan Zuidoost-Aziatische schriften dan aan het Kawischrift. Wade stelt dat de koperplaatinscriptie van Laguna geen definitief bewijs is voor een Kawi-oorsprong van Baybayin, aangezien de inscriptie medeklinkers vertoont, wat Baybayin niet doet.

## Geschiedenis
Vanuit het beschikbare materiaal is duidelijk dat Baybayin werd gebruikt op Luzon, Palawan, Mindoro, Pangasinan, Ilocos, Panay, Leyte en Iloilo, maar er is geen bewijs dat Baybayin Mindanao heeft bereikt. Het lijkt evident dat de varianten op Luzon en Palawan zich in de 16e eeuw op verschillende manieren begonnen te ontwikkelen, voordat de Spanjaarden de Filipijnen veroverden. Hiermee zijn Luzon en Palawan de oudste regio's waar Baybayin was en wordt gebruikt. Het is ook opmerkelijk dat het schrift dat in Pampanga werd gebruikt tegen het begin van de 17e eeuw al speciale vormen voor vier letters had ontwikkeld, anders dan letters die elders gebruikt werden. Er waren drie enigszins verschillende varianten van Baybayin aan het einde van de 16e en 17e eeuw, hoewel ze niet meer verschilden dan de verschillende stijlen van het Latijnse schrift in het middeleeuwse of moderne Europa met hun enigszins verschillende alfabetten.
Tegenwoordig wordt Baybayin Badlit, Kudlit-kabadlit genoemd door de Visayanen, Kurditan, Kur-itan door de Ilocanos en Basahan door de Bicolanos. 
| Schrift                                             | Regio          | Voorbeeld     |
| --------------------------------------------------- | -------------- | ------------- |
| Baybayin                                            | Tagalog regio  |               |
| Sambal-variant                                      | Zambales       |               |
| Ilocano-variant, Ilocano: " Kur-itan "              | Ilocos         |               |
| Bicolano-variant, Bicolano: " Iskriturang Basahan " | Bicol Region   | Surat Basahan |
| Pangasinense variant                                | Pangasinan     |               |
| Visayan-variant, Visayan: " Badlit "                | Visayas        |               |
| Kapampangan-variant, Kapampangan: " Kulitan "       | Centraal Luzon |               |

### Vroege geschiedenis
Een aardewerken grafpot, de "pot van Calatagan", gevonden in Batangas, is gegraveerd met letters die opvallend veel op Baybayin lijken, en er wordt beweerd dat ze zijn gegraveerd ca. 1300 n.Chr. De authenticiteit van de pot is echter nog niet bewezen.
Hoewel een van de scheepsmaten van Ferdinand Magellaan, Antonio Pigafetta, schreef dat de mensen van de Visayas in 1521 niet geletterd waren, was Baybayin daar al in 1567 aangekomen, toen Miguel López de Legazpi vanuit Cebu meldde: "Zij [de Visayanen] hebben hun letters zoals die van de Maleiers, van wie ze ze leerden; ze schrijven ze op bamboeschors en palmbladeren met een puntig stuk gereedschap, maar er worden nooit oude geschriften onder hen gevonden, noch een woord van hun oorsprong en aankomst op deze eilanden, hun gebruiken en riten worden bewaard door tradities die van vader op zoon worden doorgegeven zonder enig andere kennisgeving." Een eeuw later, in 1668, schreef Francisco Alcina : "De letters van deze inboorlingen [Visayanen], of beter gezegd, degenen die in deze streken al een paar jaar in gebruik zijn, een kunst die zij van de Tagalogs verkregen, die het leerden van de Borneanen die van het grote eiland Borneo naar Manilla kwamen, met wie ze veel verkeer hebben. Van deze Borneanen leerden de Tagalogs hun letters, en van hen de Visayanen, dus noemen ze ze Moro-letters omdat de Moro's hen deze leerden... [de Visayanen] leerden [de Moro's] letters, die velen tegenwoordig gebruiken, en de vrouwen veel meer dan de mannen, die ze gemakkelijker schrijven en lezen dan de laatste." Francisco de Santa Inés legde in 1676 uit waarom het schrijven van Baybayin vaker voorkwam bij vrouwen, namelijk: "ze hebben geen andere manier om de tijd te verdrijven, want het is niet gebruikelijk dat kleine meisjes naar school gaan zoals jongens, ze maken beter gebruik van hun letters dan de mannen, en ze gebruiken ze in dingen van toewijding, en in andere dingen die niet van toewijding zijn."

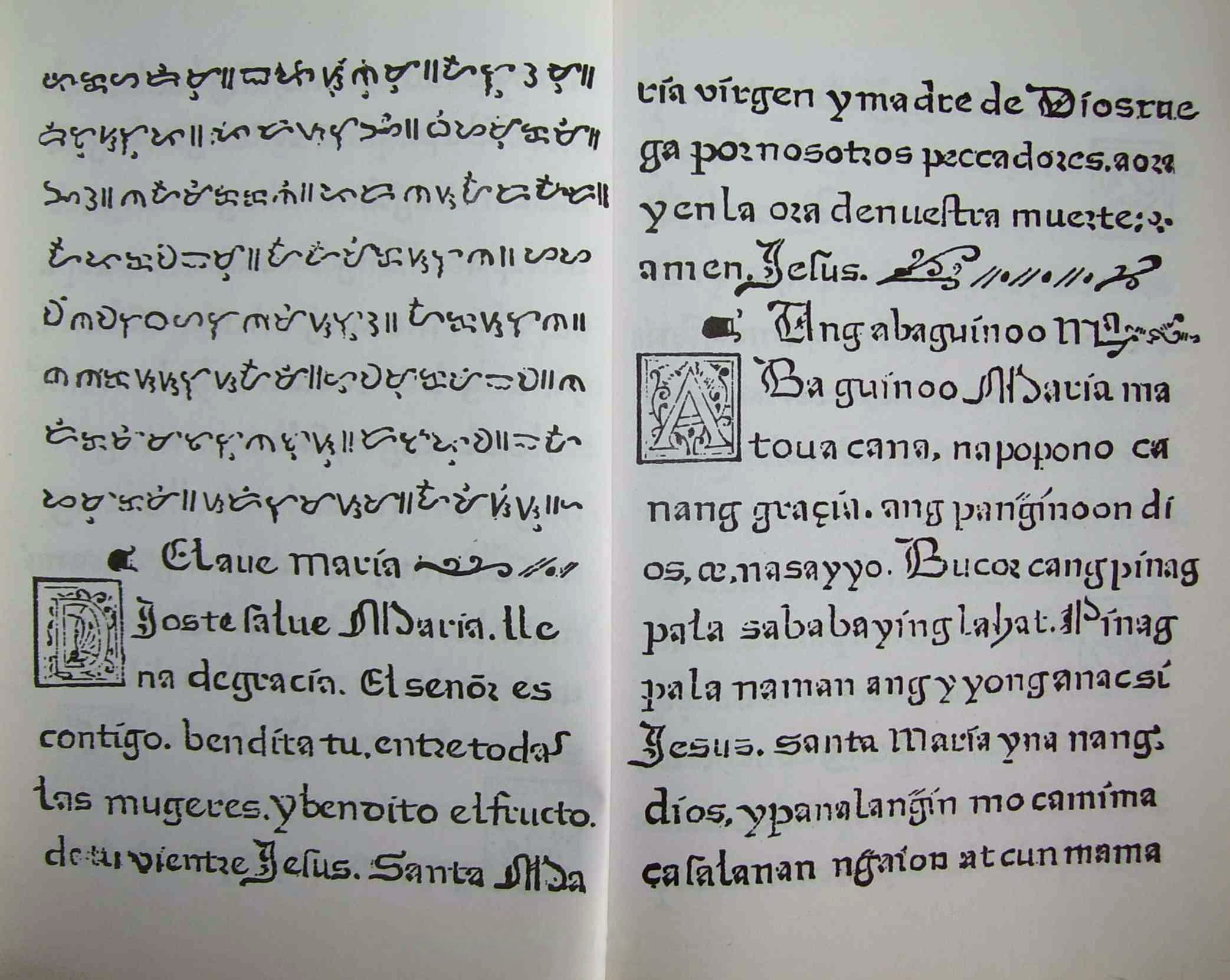
Pagina's van de Doctrina Christiana, een vroegchristelijk boek in het Spaans, Tagalog in Latijns schrift en in Baybayin (1593).

Het eerste gedrukte boek in een Filipijnse taal, met zowel Tagalog in Baybayin als in het Latijns alfabet, is de 1593 Doctrina Christiana en Lengua Española y Tagala. De Tagalog-tekst was voornamelijk gebaseerd op een manuscript geschreven door Fr. Juan de Placencia. De fraters Domingo de Nieva en Juan de San Pedro Martyr hielden toezicht op de voorbereiding en het drukken van het boek, dat werd uitgevoerd door een niet nader genoemde Chinese ambachtsman. Dit is het vroegste exemplaar van Baybayin dat vandaag bestaat en het is het enige exemplaar uit de 16e eeuw. Er is ook een reeks juridische documenten met Baybayin, bewaard in Spaanse en Filipijnse archieven die meer dan een eeuw beslaan: de drie oudste, allemaal in het Archivo General de Índias in Sevilla, zijn van 1591 en 1599.
De Spaanse priesters Pedro Chirino en Antonio de Morga beschreven respectievelijk in 1604 en 1609, dat de meeste Filipino's kennis hadden van Baybayin en dat het over het algemeen werd gebruikt voor persoonlijke geschriften, poëzie, enzovoorts. Echter, volgens William Henry Scott, waren er enkele datu's uit de jaren 1590 die geen verklaringen of eden konden ondertekenen, en getuigen die geen landakten konden ondertekenen in de jaren 1620. 

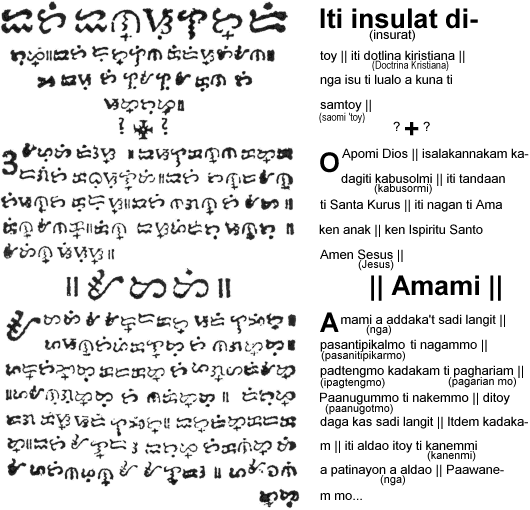
Amami, een fragment van het Ilokano Onze Vader, geschreven in Ilokano Baybayin (Kur-itan, Kurdita), de eerste die krus-kudlit gebruikte.

In 1620 werd Libro a naisurátan amin ti bagás ti Doctrina Cristiana geschreven door Fr. Francisco Lopez, een Ilokano Doctrina het eerste Ilokano Baybayin, gebaseerd op de catechismus van kardinaal Bellarminus. Dit is een belangrijk moment in de geschiedenis van Baybayin, omdat het krus-kudlít werd geïntroduceerd, wat eindmedeklinkers mogelijk maakte. Hij schreef het volgende over zijn beslissing: "De reden om de tekst van de Doctrina in het Tagalog-schrift te schrijven... was om te beginnen met de verbetering van het genoemde Tagalog-schrift, dat, zoals het is, zo gebrekkig en verward is (omdat het tot nu toe geen methode had om medeklinkers tot uitdrukking te brengen - ik bedoel die zonder klinkers), dat de meest geleerde lezer moet stoppen en nadenken over veel woorden om over de uitspraak die de schrijver bedoeld had te beslissen." Deze krus-kudlit, of virama kudlit, sloeg echter niet aan bij Baybayin-gebruikers. Inheemse Baybayin-deskundigen werden geraadpleegd over de nieuwe uitvinding en werden verzocht om deze toe te passen en in al hun geschriften te gebruiken. Na de uitvinding te hebben geprezen en er dankbaarheid voor te hebben getoond, besloten ze dat het niet in hun geschriften kon worden opgenomen omdat "het indruiste tegen de intrinsieke eigenschappen en de aard die God hun geschrift had gegeven en dat het gebruik ervan neerkwam op het in één klap vernietigen van de syntaxis, prosodie en spelling van hun Tagalog-taal."
In 1703 zou Baybayin nog steeds gebruikt worden in de Comintan (Batangas en Laguna) en andere delen van de Filipijnen.

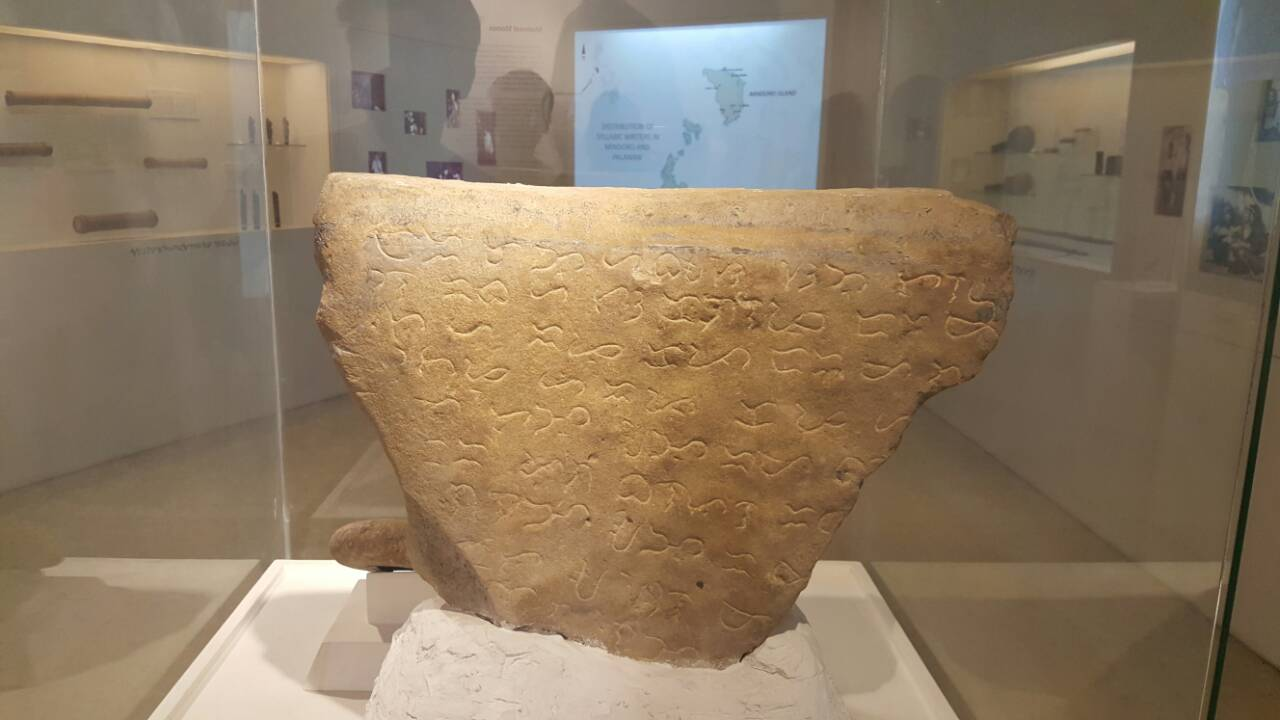
De steen van Monreal, het middelpunt van het Baybayin-gedeelte van het Nationaal Museum voor Antropologie.

De steeninscriptie van Ticao, ook bekend als de steen van Monreal of de steen van Rizal, is een kalkstenen tablet met Baybayin-letters. De steen werd gevonden door leerlingen van de Rizal Elementary School in de stad Monreal, op het eiland Ticao, Masbate, die de modder van hun schoenen en slippers afschraapten aan twee onregelmatig gevormde kalkstenen tabletten voordat ze hun klaslokaal binnengingen. De stenen zijn ze nu ondergebracht in een sectie van het Nationaal Museum van de Filipijnen. De grotere steen weegt 30 kilo, is 11 centimeter dik, 54 centimeter lang en 44 centimeter breed, terwijl de andere 6 centimeter dik is, 20 centimeter lang en 18 centimeter breed.

### Ondergang
De verwarring over klinkers (i/e en o/u) en eindmedeklinkers, ontbrekende letters voor Spaanse klanken en het prestige van de Spaanse cultuur en literatuur hebben mogelijk in de loop van de tijd bijgedragen tot de ondergang van Baybayin, omdat Baybayin uiteindelijk in veel delen van de Filipijnen in onbruik raakte. Het leren van het Latijnse alfabet hielp Filipino's ook om sociaal-economische vooruitgang te boeken onder Spaanse heerschappij, omdat ze tot relatief prestigieuze functies zoals griffiers, kopiisten en secretarissen konden opklimmen. Tegen 1745, schreef Sebastián de Totanés in zijn Arte de la lengua tagala: "de Indiaan [Filipino] die weet hoe hij [Baybayin] moet lezen, is nu zeldzaam, en nog zeldzamer is een die weet hoe hij [Baybayin] moet schrijven. Ze lezen en schrijven nu allemaal in onze Castiliaanse letters [Latijns alfabet].” Tussen 1751 en 1754 schreef Juan José Delgado: "de [inheemse] mannen wijdden zich aan het gebruik van ons [Latijnse] schrift".
De volledige afwezigheid van pre-Spaanse voorbeelden van het gebruik van het Baybayin-schrift heeft geleid tot een algemene misvatting dat fanatieke Spaanse priesters enorme hoeveelheden inheemse documenten moeten hebben verbrand of vernietigd. Een van de geleerden die deze theorie heeft voorgesteld, is de antropoloog en historicus Henry Otley Beyer die in "The Philippines before Magellan" (1921) schreef dat "een Spaanse priester in Zuid-Luzon opschepte dat hij meer dan driehonderd boekrollen in de inheemse letters heeft vernietigd." Historici hebben gezocht naar de bron van Beyer's bewering, maar niemand heeft de naam van de genoemde priester kunnen verifiëren. Er is geen direct documentair bewijs van aanzienlijke vernietiging van inheemse pre-Spaanse documenten door Spaanse missionarissen. Moderne onderzoekers zoals Paul Morrow en Hector Santos verwierpen daarom Beyer's suggesties. In het bijzonder suggereerde de Santos dat alleen de incidentele korte documenten met bezweringen, vloeken en spreuken die als slecht werden beschouwd, mogelijk door de Spaanse monniken waren verbrand en dat de vroege missionarissen alleen de vernietiging van christelijke manuscripten hadden uitgevoerd die niet acceptabel waren voor de Kerk. Santos verwierp het idee dat oude pre-Spaanse manuscripten systematisch werden verbrand. De geleerde Morrow merkte ook op dat er geen gedocumenteerde gevallen zijn van oude Filipino's die boekrollen schreven, en dat de meest waarschijnlijke reden waarom er geen pre-Spaanse documenten overgebleven zijn, is dat de Filipino's op bederfelijke materialen zoals bladeren en bamboe schreven. Hij voegde er ook aan toe dat men zelfs zou kunnen zeggen dat de Spaanse fraters eigenlijk het behoud van Baybayin hebben ondersteund door het gebruik ervan te documenteren en voort te zetten, zelfs nadat het gebruik ervan door de meeste Filipino's was gestaakt.
De geleerde Isaac Donoso beweert dat de documenten geschreven in de inheemse taal en in het inheemse schrift (met name Baybayin) een belangrijke rol speelden in het juridische leven van de Spaanse kolonie. Hij merkte op dat veel documenten uit het koloniale tijdperk die in Baybayin zijn geschreven nog steeds aanwezig zijn in enkele opslagplaatsen, waaronder de bibliotheek van de Universiteit van Santo Tomas. Hij merkte ook op dat de vroege Spaanse missionarissen het gebruik van het Baybayin-schrift niet onderdrukten, maar in plaats daarvan misschien het Baybayin hebben gepromoot als een maatregel om de islamisering te stoppen, aangezien Tagalog aan het overschakelen was van Baybayin naar Javi, het Arabische schrift van de geïslamiseerde Zuidoost-Aziatische samenlevingen.
Hoewel er tijdens de vroege Spaanse koloniale periode ten minste twee verbrandingen van Tagalog-boekjes met magische formules waren vastgelegd, merkte de geleerde Jean Paul-Potet (2017) ook op dat deze boekjes in Latijnse letters waren geschreven en niet in het Baybayin-schrift. Er zijn ook geen verslagen van in het Tagalog geschreven heilige geschriften, omdat ze hun theologische kennis ongeschreven en in mondelinge vorm hielden, terwijl ze het gebruik van het Baybayin-schrift voor wereldlijke doeleinden en talismannen voorbehielden.

### Moderne afstammelingen
De enige overlevende moderne schriften die door natuurlijke ontwikkeling rechtstreeks afstammen van het originele Baybayin-schrift, zijn het Tagbanwa-schrift (dat van het Tagbanwa-volk door het Palawan-volk is geërfd en door hen Ibalnan genoemd wordt) op Palawan en het Buhid-schrift en Hanunóo-schrift op Mindoro. Het oude Kapampangan-schrift dat in de 17e eeuw werd gebruikt, is vervangen door een geconstrueerd schrift genaamd "modern Kulitan". Er is geen bewijs voor andere regionale schriften zoals het moderne Kulitan-experiment in Pampanga. Alle andere schriften zijn recente uitvindingen die zijn gebaseerd op een van de abecedaria uit oude Spaanse beschrijvingen.
| Schrift          | Regio                     | Voorbeeld |
| ---------------- | ------------------------- | --------- |
| Ibalnan-schrift  | Palawan                   |           |
| Hanunó'o-schrift | Mindoro                   |           |
| Buhid-schrift    | Mindoro                   |           |
| Tagbanwa-schrift | Centraal en Noord-Palawan |           |

## Eigenschappen

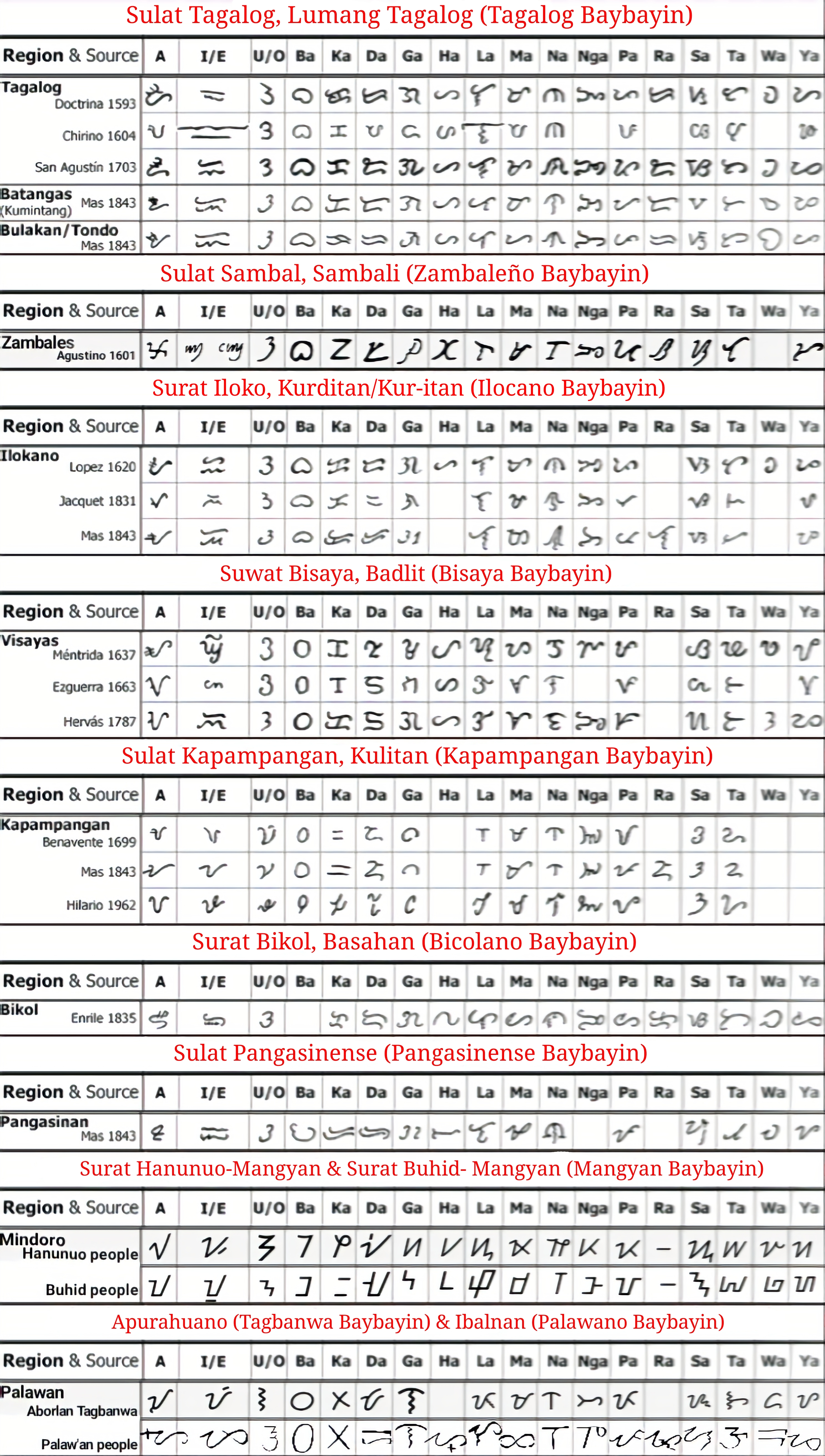
Baybayin-varianten.

Baybayin is een abugida, wat betekent dat het gebruik maakt van medeklinker-klinkercombinaties. Elke letter of titík, in zijn basisvorm, is een medeklinker die eindigt op de klinker "A". Om medeklinkers te produceren die eindigen met andere klinkers, wordt een markering genaamd kudlit boven de letter (om een "E" of "I" klank te produceren) of onder de letter geplaatst (om een "O" of "U" klank te produceren). Om woorden te schrijven die beginnen met een klinker, worden drie letters gebruikt, een voor A, voor E/I en voor O/U.

### Letters
| Onafhankelijke klinkers | Onafhankelijke klinkers | Onafhankelijke klinkers |    | Medeklinkers (met de impliciete klinker /a/) | Medeklinkers (met de impliciete klinker /a/) | Medeklinkers (met de impliciete klinker /a/) | Medeklinkers (met de impliciete klinker /a/) | Medeklinkers (met de impliciete klinker /a/) | Medeklinkers (met de impliciete klinker /a/) | Medeklinkers (met de impliciete klinker /a/) | Medeklinkers (met de impliciete klinker /a/) | Medeklinkers (met de impliciete klinker /a/) | Medeklinkers (met de impliciete klinker /a/) | Medeklinkers (met de impliciete klinker /a/) | Medeklinkers (met de impliciete klinker /a/) | Medeklinkers (met de impliciete klinker /a/) | Medeklinkers (met de impliciete klinker /a/) | Medeklinkers (met de impliciete klinker /a/) | Medeklinkers (met de impliciete klinker /a/) | Medeklinkers (met de impliciete klinker /a/) |
| a                       | i/e                     | u/o                     | ka | ga                                           | nga                                          |                                              | ta                                           | da/ra                                        | na                                           |                                              | pa                                           | ba                                           | ma                                           |                                              | ya                                           | la                                           | wa                                           | sa                                           | ha                                           |                                              |

| a      | ᜀ |
| i e    | ᜁ |
| u o    | ᜂ |
| virama | ᜴ ᜔ |

| ba/va       | ᜊ   |
| bi/be vi/ve | ᜊᜒ   |
| bu/bo vu/vo | ᜊᜓ   |
| /b/ /v/     | ᜊ᜴ ᜊ᜔ |

| ka    | ᜃ   |
| ki ke | ᜃᜒ   |
| ku ko | ᜃᜓᜓ   |
| /k/   | ᜃ᜴ ᜃ᜔ |

| da/ra       | ᜇ   |
| di/ri de/re | ᜇᜒ   |
| du/ru do/ro | ᜇᜓ   |
| /d/ /r/     | ᜇ᜴ ᜇ᜔ |

| ga    | ᜄ   |
| gi ge | ᜄᜒ   |
| gu go | ᜄᜓ   |
| /g/   | ᜄ᜴ ᜄ᜔ |

| ha    | ᜑ   |
| hi he | ᜑᜒ   |
| hu ho | ᜑᜓ   |
| /h/   | ᜑ᜴ ᜑ᜔ |

| la    | ᜎ   |
| li le | ᜎᜒ   |
| lu lo | ᜎᜓ   |
| /l/   | ᜎ᜴ ᜎ᜔ |

| ma    | ᜋ   |
| mi me | ᜋᜒ   |
| mu mo | ᜋᜓ   |
| /m/   | ᜋ᜴ ᜋ᜔ |

| na    | ᜈ   |
| ni ne | ᜈᜒ   |
| nu no | ᜈᜓ   |
| /n/   | ᜈ᜴ ᜈ᜔ |

| nga     | ᜅ   |
| ngi nge | ᜅᜒ   |
| ngu ngo | ᜅᜓ   |
| /ŋ/     | ᜅ᜴ ᜅ᜔ |

| pa/fa       | ᜉ   |
| pi/pe fi/fe | ᜉᜒ   |
| pu/po fu/fo | ᜉᜓ   |
| /p/ /f/     | ᜉ᜴ ᜉ᜔ |

| sa/za       | ᜐ   |
| si/se zi/ze | ᜐᜒ   |
| su/so zu/zo | ᜐᜓ   |
| /s/ /z/     | ᜐ᜴ ᜐ᜔ |

| ta    | ᜆ   |
| ti te | ᜆᜒ   |
| tu to | ᜆᜓ   |
| /t/   | ᜆ᜴ ᜆ᜔ |

| wa    | ᜏ   |
| wi we | ᜏᜒ   |
| wu wo | ᜏᜓ   |
| /w/   | ᜏ᜴ ᜏ᜔ |

| ya    | ᜌ   |
| yi ye | ᜌᜒ   |
| yu yo | ᜌᜓ   |
| /j/   | ᜌ᜴ ᜌ᜔ |

Let op dat de op één na laatste rij de pamudpod virama "᜴" bevat, die door Antoon Postma in het Hanunuo-schrift werd geïntroduceerd. De laatste rij letters met de krus-kudlit virama "+", was een aanvulling op het oorspronkelijke schrift die door de Spaanse priester Francisco Lopez in 1620 werd geïntroduceerd.
Er is slechts één letter voor Da en Ra, aangezien het allofonen waren in veel talen van de Filipijnen, waar Ra tussen klinkers voorkwam en Da elders voorkwam. De grammaticale regel is bewaard gebleven in het moderne Tagalog, zodat wanneer een d tussen twee klinkers voorkomt, het een r wordt, zoals in de woorden dangál (eer) en marangál (eerbaar) of dunong (kennis) en marunong (deskundig), en zelfs raw voor daw (hij zei) en rin voor din (ook) na klinkers. Baybayin-varianten zoals Sambal en Basahan hebben wel afzonderlijke letters voor Da en Ra.
Dezelfde letter wordt ook gebruikt om de Pa en Fa (of Pha), Ba en Va en Sa en Za weer te geven, die ook allen allofoon waren. Een enkele letter vertegenwoordigde nga. De huidige versie van het Filipijnse alfabet behoudt nog steeds ng als een digraaf. Het schrift gebruikt geen hoofdletters.

#### Virama Kudlit
De oorspronkelijke schrijfmethode was zeer lastig voor de Spaanse priesters die boeken naar de streektalen vertaalden, omdat Baybayin oorspronkelijk de laatste medeklinker van een woord liet wegvallen. Dit kon verwarring veroorzaken bij lezers, over welk woord of uitspraak een schrijver oorspronkelijk bedoelde. 'Bundok' (berg) werd bijvoorbeeld gespeld als 'bu-du', waarbij de laatste medeklinkers van elke lettergreep zijn weggelaten. Om deze verwarring op te lossen introduceerde Francisco López zijn eigen kudlit in 1620, een zogenaamd sabat of krus, dat de impliciete a-klinker annuleert en waardoor een eindmedeklinker kan worden geschreven. De kudlit had de vorm van een "+" teken, verwijzend naar het christendom. Deze kruisvormige kudlit functioneert precies hetzelfde als de virama in het Devanagari-schrift van India. Unicode noemt dit dan ook het Tagalog Sign Virama.

### Leestekens en woordscheiding
Baybayin gebruikte oorspronkelijk slechts één leesteken (᜶), dat Bantasán heette. Tegenwoordig gebruikt Baybayin twee leestekens, de Filipijnse enkel-interpunctie (᜵), die fungeert als een komma of verzen scheidt in poëzie, en de dubbele interpunctie (᜶), die fungeert als een punt of het einde van een paragraaf aanduidt. Deze leestekens zijn vergelijkbaar met de enkele en dubbele danda-interpuncties in andere Indische abugida's en kunnen verticaal worden weergegeven zoals Indische danda's, of schuin als voorwaartse schuine strepen. De tekens zijn verenigd in alle Filipijnse schriften en zijn gecodeerd door Unicode in het Hanunóo-schriftenblok. Ruimtescheiding van woorden werd historisch gezien niet gebruikt omdat woorden aan elkaar werden geschreven, maar het is tegenwoordig gebruikelijk.

### Lettervolgorde
- In de Doctrina Cristiana werden de letters van Baybayin gesorteerd (zonder enig verband met andere soortgelijke schriften, behalve klinkers die gesorteerd werden voor de medeklinkers) als: 
A, U / O, I / E; Ha, Pa, Ka, Sa, La, Ta, Na, Ba, Ma, Ga, Da / Ra, Ya, NGa, Wa.[47]
- In Unicode worden de letters in samenhang met andere Indische schriften gesorteerd: 
A, I / E, U / O; Ka, Ga, Nga; Ta, Da / Ra, Na; Pa, Ba, Ma; Ya, La, Wa, Sa, Ha.[48]

## Gebruik

### Prekoloniaal en koloniaal gebruik
Baybayin werd van oudsher gebruikt in Tagalog- en in mindere mate in Kapampangan-sprekende gebieden. Het gebruik ervan verspreidde zich naar Ilokanos toen de Spanjaarden het gebruik ervan promootten met het drukken van bijbels. De Spaanse priesters Pedro Chirino en Antonio de Morga beschreven respectievelijk in 1604 en 1609, dat de meeste Filipino's kennis hadden van Baybayin, met vermelding van dat er nauwelijks een man en laat staan een vrouw is, die niet leest en schrijft in de letters die gebruikt worden op "het eiland van Manilla". Er werd opgemerkt dat ze geen boeken schreven of archieven bijhielden, maar Baybayin gebruikten voor persoonlijke geschriften zoals kleine aantekeningen en berichten, poëzie en het ondertekenen van documenten.  

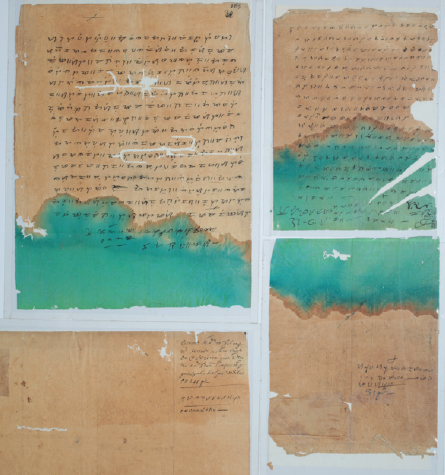
1613 (document A) en 1625 (document B)

Van oudsher werd Baybayin op palmbladeren geschreven met styli of op bamboe met messen, de schrijfinstrumenten werden panulat genoemd. De gebogen vorm van de lettervormen van Baybayin is een direct gevolg van dit erfgoed; rechte lijnen zouden de bladeren hebben verscheurd. Nadat de letters in het bamboe waren gesneden, werden deze met as afgeveegd om de letters meer te laten opvallen. Een anonieme bron uit 1590 luidt:
Wanneer ze schrijven, doen ze dat op schrijfplankjes gemaakt van het bamboe dat zij op deze eilanden hebben, op de schors. Bij het gebruik van zo'n schrijfplankje, wat vier vingers breed is, schrijven ze niet met inkt, maar met kraspennen waarmee ze in de oppervlakte en schors van het bamboe snijden en de letters maken.
In het tijdperk van de Spaanse kolonisatie begonnen de meeste Baybayin-geschriften met inkt op papier te worden geschreven of in boeken te worden gedrukt (met behulp van de houtsnede-techniek) om de verspreiding van het christendom te vergemakkelijken. In sommige delen van het land, zoals Mindoro is de traditionele schrijftechniek behouden gebleven. Filipino's begonnen papieren dossiers bij te houden van hun bezittingen en financiële transacties, en schreven lessen op die ze in de kerk hadden geleerd, allemaal in Baybayin. De geleerde Isaac Donoso beweert dat de documenten die in de moedertaal en in Baybayin zijn geschreven een belangrijke rol speelden in het juridische leven van de Spaanse kolonie. De Baybayin-documenten van de Universiteit van Santo Tomas hebben betrekking op twee juridische vastgoedtransacties in 1613, (aangeduid als document A van 15 februari 1613) en 1625 (aangeduid als document B van 4 december 1625).

### Modern gebruik

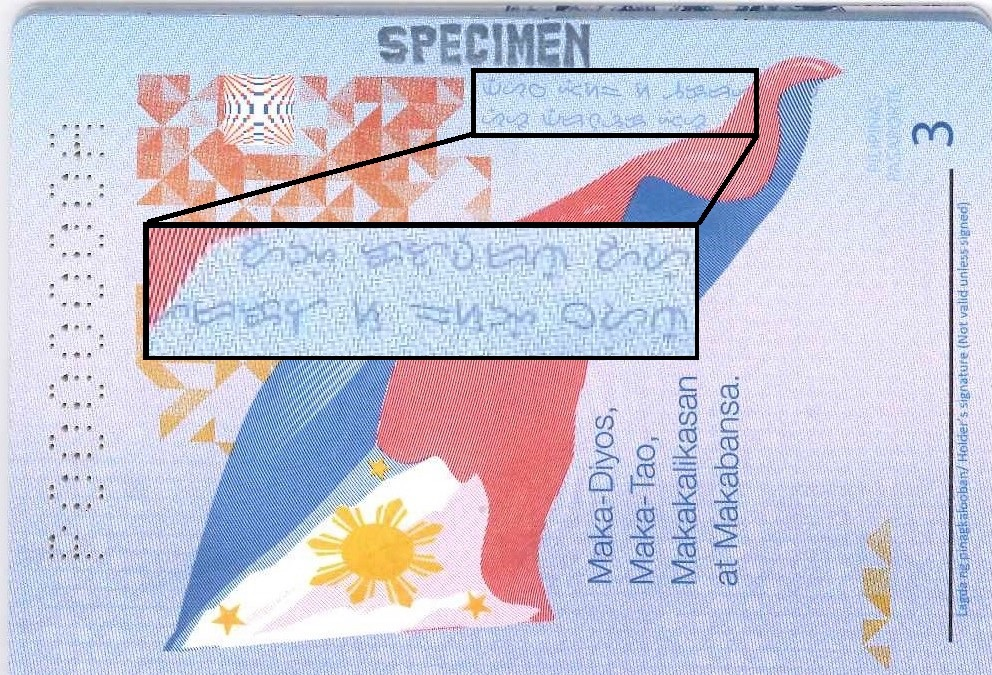
Filipijns paspoort (editie 2016) met het Baybayin-schrift

Er zijn zo nu en dan een aantal wetsvoorstellen ingediend ter bevordering van het Baybayin, waaronder de "National Writing System Act" (wetsvoorstel 1022 / senaatswetsvoorstel 433). Het schrift wordt gebruikt op de meest recente New Generation Currency-serie van de Filipijnse peso, die in het laatste kwartaal van 2010 is uitgegeven. Het woord dat op de biljetten werd gedrukt, is "Pilipino" (ᜉᜒᜎᜒᜉᜒᜈᜓ).
Baybayin wordt ook gebruikt in Filipijnse paspoorten, specifiek de nieuwste e-paspoorteditie die vanaf 11 augustus 2009 is uitgegeven. De oneven pagina's van pagina's 3–43 zijn bedrukt met "ᜀᜅ᜔ ᜃᜆᜓᜏᜒᜇᜈ᜔ ᜀᜌ᜔ ᜈᜄ᜔ᜉᜉᜇᜃᜒᜎ ᜐ ᜁᜐᜅ᜔ ᜊᜌᜈ᜔" ("Ang katuwiran ay nagpapadakila sa isang bayan", "Rechtvaardigheid verheft een volk") met verwijzing naar Spreuken 14:34.

## Voorbeelden

### Universele verklaring van de rechten van de mens
| Baybayin-schrift | Latijns schrift | Nederlandse vertaling |
| --- | --- | --- |
| ᜀᜅ᜔ ᜎᜑᜆ᜔ ᜈᜅ᜔ ᜆᜂ ᜀᜌ᜔ ᜁᜐᜒᜈᜒᜎᜅ᜔ ᜈ ᜋᜎᜌ ᜀᜆ᜔ ᜉᜈ᜔ᜆᜌ᜔ᜉᜈ᜔ᜆᜌ᜔ ᜐ ᜃᜇᜅᜎᜈ᜔ ᜀᜆ᜔ ᜋᜅ ᜃᜇᜉᜆᜈ᜔᜶ ᜐᜒᜎ ᜀᜌ᜔ ᜉᜒᜈᜄ᜔ᜃᜎᜓᜂᜊᜈ᜔ ᜈᜅ᜔ ᜃᜆᜓᜏᜒᜇᜈ᜔ ᜀᜆ᜔ ᜊᜓᜇ᜔ᜑᜒ ᜀᜆ᜔ ᜇᜉᜆ᜔ ᜋᜄ᜔ᜉᜎᜄᜌᜈ᜔ ᜀᜅ᜔ ᜁᜐᜆ᜔ ᜁᜐ ᜐ ᜇᜒᜏ ᜈᜅ᜔ ᜉᜄ᜔ᜃᜃᜉᜆᜒᜇᜈ᜔᜶ | Ang lahat ng tao'y isinilang na malaya at pantay-pantay sa karangalan at mga karapatan. Sila'y pinagkalooban ng katuwiran at budhi at dapat magpalagayan ang isa't isa sa diwa ng pagkakapatiran. | Alle mensen worden vrij en gelijk in waardigheid en rechten geboren. Zij zijn begiftigd met verstand en geweten, en behoren zich jegens elkander in een geest van broederschap te gedragen. |

### Onzevader (Ama Namin)
| Baybayin-schrift | Latijns alfabet | Nederlands |
| --- | --- | --- |
| ᜀᜋ ᜈᜋᜒᜈ᜔᜵ ᜐᜓᜋᜐᜎᜅᜒᜆ᜔ ᜃ᜵ ᜐᜋ᜔ᜊᜑᜒᜈ᜔ ᜀᜅ᜔ ᜅᜎᜈ᜔ ᜋᜓ᜶ ᜋᜉᜐᜀᜋᜒᜈ᜔ ᜀᜅ᜔ ᜃᜑᜇᜒᜀᜈ᜔ ᜋᜓ᜵ ᜐᜓᜈ᜔ᜇᜒᜈ᜔ ᜀᜅ᜔ ᜎᜓᜂᜊ᜔ ᜋᜓ᜵ ᜇᜒᜆᜓ ᜐ ᜎᜓᜉ᜵ ᜉᜇ ᜈᜅ᜔ ᜐ ᜎᜅᜒᜆ᜔᜶ ᜊᜒᜄ᜔ᜌᜈ᜔ ᜋᜓ ᜃᜋᜒ ᜅᜌᜓᜈ᜔ ᜈᜅ᜔ ᜀᜋᜒᜅ᜔ ᜃᜃᜈᜒᜈ᜔ ᜐ ᜀᜇᜏ᜔ ᜀᜇᜏ᜔᜵ ᜀᜆ᜔ ᜉᜆᜏᜇᜒᜈ᜔ ᜋᜓ ᜃᜋᜒ ᜐ ᜀᜋᜒᜅ᜔ ᜋᜅ ᜐᜎ᜵ ᜉᜇ ᜈᜅ᜔ ᜉᜄ᜔ᜉᜉᜆᜏᜇ᜔ ᜈᜋᜒᜈ᜔ ᜐ ᜋᜅ ᜈᜄ᜔ᜃᜃᜐᜎ ᜐ ᜀᜋᜒᜈ᜔᜶ ᜀᜆ᜔ ᜑᜓᜏᜄ᜔ ᜋᜓ ᜃᜋᜒᜅ᜔ ᜁᜉᜑᜒᜈ᜔ᜆᜓᜎᜓᜆ᜔ ᜐ ᜆᜓᜃ᜔ᜐᜓ᜵ ᜀᜆ᜔ ᜁᜀᜇ᜔ᜌ ᜋᜓ ᜃᜋᜒ ᜐ ᜋᜐᜋ᜶ ᜐᜒᜌ ᜈᜏ᜶ | Ama namin, sumasalangit ka, Sambahín ang ngalan mo. Mapasaamin ang kaharián mo, Sundin ang loób mo, Dito sa lupà, para nang sa langit. Bigyán mo kamí ngayón ng aming kakanin sa arau-arau; At patawarin mo kamí sa aming mga sala, Para nang pagpapatawad namin sa mga nagkakasala sa amin. At huwág mo kamíng ipahintulot sa tuksó, At iadyâ mo kamí sa masama. Siya nawâ. | Onze Vader, die in de hemelen zijt; Uw naam worde geheiligd. Uw koninkrijk kome, Uw wil geschiede, gelijk in den hemel, alzo ook op de aarde. Geef ons heden ons dagelijks brood. En vergeef ons onze schulden, gelijk ook wij vergeven onzen schuldenaren. En leid ons niet in verzoeking, maar verlos ons van de boze. Amen. |

## Unicode
Baybayin werd in maart 2002 toegevoegd aan de Unicode-standaard met de publicatie van versie 3.2. Baybayin is opgenomen in Unicode onder de naam 'Tagalog'. Baybayin-Tagalog Unicode-bereik: U+1700–U+171F.